# Rondeletia christii
Rondeletia christii är en måreväxtart som beskrevs av Ignatz Urban. Rondeletia christii ingår i släktet Rondeletia och familjen måreväxter. Inga underarter finns listade i Catalogue of Life.